# Холмок
Хо́лмок — село в Ужгородському районі Закарпатської області. На околиці села, як свідчать археологічні дані, в VI–XI ст. існували давні слов'янські поселення. В урочищах Фораш і Дичкеш, що в районі присілка Холмок – 2 – давньослов’янське поселення VI – IX століть. Тут же давноруське поселення ІХ – ХІ століть досліджувалося С.І.Пеняком в 1973 – 1974 роках. Відкрито 19 житлових і господарських об’єктів.
Назву село отримало від піщаних дюн, на яких воно виникло, В письмових джерелах село відоме під назвою «Homok» або «Holmok», що угорською мовою означає «пісок». Перша письмова згадка про село датується 1358 роком, коли тодішні землевласники до свого прізвища додавали прикладку «гомокські» (de homok).

## Історія
Перша письмова згадка про місцевість датується 1288 роком: пізніше село згадується як Hunky як власність родини Бакша.
Перша письмова згадка про село датується 1358 роком, коли тодішні землевласники до свого прізвища додавали прикладку «гомокські» (de homok).
У 1479 році місцевість перейшла у власність родини Густі. Приблизно в цей час тут Odvariak також володіли цими землями, а згодом кілька дворянських родин тут набули власності (Somodyak, Korláthok, Bácskaiak, Zalaiak, Ilosvayak).
Протягом XIV–XV ст. Холмоком володіла місцева шляхта. З XVI ст. Холмок став власністю родини Корлат. В 1427 році у селі нараховувалося 7 селянських та одне шолтейське господарство. 
За переписом 1552 року поселення було повністю спалено німецько-саксонськими солдатами. У 1599 р. Він складався з 19 будинків, стільки ж сімей.
В 1588 році в Холмоку було оподатковано 12 домогосподарств, що володіли 4 портами. В кінці XVII ст. в селі нараховувалося 20 селянських господарств. 
В 1715 році, через події визвольної війни угорського народу проти панування австрійських Габсбургів (1703–1711 р.р.) кількість селянських господарств різко зменшилася.
Джерела, датовані другою половиною XVIII ст., вважають Холмок мадярським селом.
Його римо-католицький храм датується XV століттям. Він був споруджений у готичному стилі у 16 столітті та присвячений святому Іоанна Хрестителю. В XVI. було пошкоджено у пожежі, яка знищила село у 18 столітті. Свою теперішню вежу вона отримала в 1841 році.
Його римо-католицький храм датується XV століттям. Він був споруджений у готичному стилі у 16 столітті та присвячений святому Іоанна Хрестителю. В XVI. було пошкоджено у пожежі, яка знищила село у 18 столітті. Свою теперішню вежу вона отримала в 1841 році.
Греко-католицька громада села Холмок не маючи свого приміщення, довгий час була змушена відвідувати богослужіння у парафіях найближчих сіл Минай, Концово, Коритняни. Майже чотири роки парафіяни молилися у приміщенні сільради. В селі Холмок 4 листопада 2007 року владикою Міланом було освячено наріжний камінь майбутньої церкви Блаженного Йоана ХХІІІ Папи Римського. На теренах Мукачівської греко-католицької єпархії наразі це є єдина церква присвячена цьому великому сучасному святому.
Є пам’ятник односельчанам, які загинули у Другій світовій війні та загинули у сталінських таборах.

## Політика

### Парламентські вибори, 2019
На позачергових парламентських виборах 2019 року у селі функціонувала окрема виборча дільниця № 210588, розташована у приміщенні сільської ради.
Результати
- зареєстровано 1069 виборців, явка 40,79%, найбільше голосів віддано за «Слугу народу» — 57,04%, за Всеукраїнське об'єднання «Батьківщина» — 7,98%, за «Опозиційну платформу — За життя» — 5,16%.[1] В одномандатному окрузі найбільше голосів отримав Йосип Борто (самовисування) — 30,66%, за Олександра Пекаря (Слуга народу) — 20,99%, за Андрія Андріїва (самовисування) — 16,04%[2].

## Населення

### Мова
Розподіл населення за рідною мовою за даними перепису:
| Мова            | Кількість | Відсоток |
| --------------- | --------- | -------- |
| українська      | 597       | 50.64%   |
| угорська        | 572       | 48.52%   |
| російська       | 6         | 0.51%    |
| інші/не вказали | 4         | 0.33%    |
| Усього          | 1179      | 100%     |

## Туристичні місця
- На околиці села, як свідчать археологічні дані, в VI–XI ст. існували давні слов'янські поселення. В урочищах Фораш і Дичкеш, що в районі присілка Холмок – 2 – давньослов’янське поселення VI-IX століть. Тут же давноруське поселення ІХ – ХІ століть
- римо-католицький храм XV століття.

## Відомі люди
Тут навчався Золтан Чомар (1906-1991), реформатський пастор, учитель середньої школи, церковний письменник, краєзнавець.
Тут служив римо-католицький священик Ізидор Мароші (1916-2003), помічник, а потім повітовий єпископ Ваца.